# Гайдамачук, Ирина Викторовна
Ирина Викторовна Гайдамачук (в девичестве — Машкина, род. 9 марта 1972, Карпинск, Свердловская область, РСФСР, СССР) — российская серийная убийца и грабитель. В течение 8 лет убила 17 пенсионерок в возрасте от 61 до 90 лет.

## Биография
Ирина Машкина родилась в 1972 году в городе Карпинске Свердловской области. Выйдя замуж, взяла фамилию мужа — Гайдамачук. С молодости начала злоупотреблять спиртным, вследствие чего была лишена родительских прав в отношении старшей дочери. В конце 1990-х годов переехала в Красноуфимск, где познакомилась с мужчиной, от которого также родила дочь. Не работала, жила без паспорта, муж денег не давал, боясь, что все деньги Ирина потратит на спиртное.
Большая часть преступлений была совершена в Красноуфимске, где проживала убийца с детьми. Похожие преступления были совершены в Екатеринбурге, Серове, Ачите и Дружинино. Действовала злоумышленница расчётливо — забивала жертв молотком, после чего меняла внешность и заметала следы преступлений. Первоначально по подозрению в совершении данных преступлений была задержана другая женщина — некая Марина Валеева, которая вначале призналась в совершении убийств пожилых женщин, однако позже было установлено, что свои признательные показания Валеева дала под давлением следствия, а к совершённым преступлениям она не имеет никакого отношения. Ирина Гайдамачук была задержана только в середине 2010 года.
Ирине Гайдамачук были предъявлены обвинения в 17 убийствах и 18 разбойных нападениях (одна из жертв после нападения Ирины выжила). Судебно-психиатрическая экспертиза, проведённая в ГНЦССП имени Сербского показала, что Гайдамачук, хотя и имеет определённые отклонения в психике, невменяемой в целом считаться не может. Уголовное дело состоит из 443 томов. В феврале 2012 года дело Гайдамачук было направлено в суд. Потерпевшими по делу признаны 21 человек — родственники погибших пенсионерок. Несмотря на то, что на предварительном следствии Гайдамачук дала признательные показания, с обвинительным заключением она не согласилась, явного раскаяния в содеянном также не высказала. Оглашение приговора было назначено на 4 июня 2012 года. Она была приговорена к 20 годам лишения свободы. Такой мягкий приговор вызван тем, что в соответствии со статьёй 57 УК РФ, пожизненное лишение свободы не назначается женщинам (а также мужчинам моложе 18 или старше 65 лет). Таким образом 20 лет лишения свободы было для Ирины Гайдамачук максимальным сроком данного вида уголовного наказания.

## В массовой культуре
- Выпуск «Палачи в юбках» телепередачи «Особо опасен!» (2007)
- Документальный фильм «Страшная маска» из цикла «Вне закона» (2008)
- Выпуск «Злодеи по определению» — из цикла «Гениальный сыщик» (2011)
- Документальный фильм «Почерк маньяка» из цикла «Доказательства вины» (2012)
- Послужила прототипом для Анны Свиридовой — персонажа сериала «Метод» (2015)
- Документальный фильм «Красноуфимская волчица» из цикла «По следу монстра» (2021)